# Marčna polževka
Marčna polževka (znanstveno ime Hygrophorus marzuolus) je gliva iz rodu polževk (Hygrophorus). Rodovno ime izhaja iz grške besede ὐγρόϛ (hygrόs)  vlažen in iz φορέω [phoréo] za prenašati, nositi, kot nosilec vode, ker ljubi vlažna okolja. Marzuolus izhaja iz latinske besede marzuolus, ker se najpogostoje pojavlja meseca marca. V Sloveniji je znana tudi pod domačim imenom marčnica.

## Značilnosti
Klobuk ima v premeru od 3 do 10 cm. Sprva je polkrogel, nato kmalu ploščat in končno udrt z valovitim, nepravilnim in grbastim robom zaradi prebijanja iz zemlje. Je sive barve, včasih zbledel in lisast s svetlejšimi ali belkastimi predeli, redkeje z oker odtenki. V zrelosti svinčena in črnkasta. Povrhnjica je tanka in odvisno od vlage rahlo sluzasta ali suha.
Trosovnica je sestavljena iz debelih lističev, ki so prirasli na bet in so včasih obokani. Najprej so bele barve, nato sive in spodaj celo črnkaste, s svetlejšo ostrinko.
Bet je masiven in čvrst, ter meri od 5 do 8 cm v višino in je širok od 2 do 4 cm. Je valjast, bolj ali manj ukrivljen in nepravilne oblike, proti vrhu bel in suh, drugod vlaknast in progast, na spodnjem delu postane pepelnate barve.
Meso je debelo, čvrsto, higrofano in rahlo vlaknato. Je bele barve s sivkastimi odtenki pod kožico in proti robom klobuka. Rahel vonj, včasih pri zrelih primerkih neprijeten in spominja na urin. Ima sladek in nežen okus.

## Razširjenost in življenjski prostor
Razširjena in razmeroma pogosta je v Evropi in Severni Ameriki. Rastna sezona običajno sovpada s koncem zime, s taljenjem snega, in traja do maja. Rast začne skrita v tleh, med igličnimi steljniki v čistih iglastih gozdovih ali med listjem v mešanih gozdovih z bukvijo. Izjemoma jo najdemo tudi jeseni, ko so vremenske razmere ugodne, najprej v gorah in na severu, nato v nižjih in zmernejših predelih.

## Mikroskopske značilnosti
Trosni odtis je bele barve. Trosi so široko elipsasi, gladki, z očitnim vrhom, vsebujejo po eno večjo oljno kapljico in več manjših. Merijo 6,1–7,7 x 4,5–5,7 μm.

## Podobne vrste
V pomladanskem letnem času jo je težko zamenjati z drugimi vrstami. Nekaj previdnosti je potrebno, da je ne zamenjamo z rdečelistkami, ki se lahko pojavljajo pomladi, a imajo značilen rožnat trosni prah.

## Uporabnost
Užitna. Na splošno velja za eno najboljših gob in je zelo iskana in cenjena. Čeprav je vonj zrelih gob lahko neprijeten se le ta pri kuhanju izgubi.